# 一関市立室根東小学校
一関市立室根東小学校（いちのせきしりつ むろねひがししょうがっこう）は、岩手県一関市室根町にあった公立小学校。略称は東小（ひがししょう）。

## 概要
2007年に策定された室根地域小学校統合基本計画によって、2008年に当時の一関市立折壁小学校と一関市立浜横沢小学校が統合することが決まり、2009年に浜横沢小学校の施設を流用して開校した。最終年度の各校の児童数は、折壁小は108人、浜横沢小は43人だった。
2022年4月、当校と一関市立室根西小学校を統合し一関市立室根小学校となる。ただし建設用地の地盤改良工事が遅れ、新校舎の着工がずれ込み、新校舎完成が開校に間に合わず当初は2022年4月25日に竣工予定だった新校舎・屋内運動場等建設工事の工期を6月末まで延長し、新校舎の使用開始時期は2学期からになった。そのため、開校後しばらくは仮校舎として使用していたが、2学期からは正式に室根中学校西側敷地内に位置する新校舎へ移転した。

## 沿革
- 2009年（平成21年）4月1日 - 一関市立室根東小学校として開校[2]。
- 2010年（平成22年）11月14日 - 岩手県知事より「水生生物調査による水質調査活動」に関する感謝状を授与[7]。
- 2014年（平成26年）3月 - 復興祈念樹として桜を植樹[7]。
- 2022年（令和4年）
  - 3月20日 - 閉校式を挙行[8]。
  - 3月31日 - 一関市立室根小学校（室根町矢越）への統合に伴い、閉校[8][9]。
  - 4月 - 室根小学校が仮校舎として使用開始[6]。
  - 8月6日 - 室根小学校が新校舎へ移転[6]。

## 学校目標

### 教育目標
- 明るい子（にこにこ）
- 考える子（きらきら）
- 強い子（ぐんぐん）

### 特色ある教育活動
- 学習指導の充実と学力向上
- 心の教育の充実
- 体力向上と健康習慣の形成
- 学校全体で進める特別支援教育
- 開かれた学校づくり

出典：

## 学校活動
主な学校行事を掲載。
1学期
- 4月 - 学級づくり月間：紹介式、始業式、入学式、交通安全教室、1年生を迎える会、室根山山開き（6年生）、家庭訪問
- 5月 - 体力向上月間：運動会
- 6月 - 体力向上月間：修学旅行（6年生）、校外学習（1・2年生）、宿泊研修（5年生）
- 7月 - 学力向上月間：終業式（夏休み）

2学期
- 8月 - 体力向上月間：始業式、着衣水泳
- 9月 - 体力向上月間：1・2年交流会、室根山自然体験学習、一関地方陸上競技大会
- 10月 - 読書向上月間：育樹祭（4-6年）、学習発表会
- 11月 - 学力向上月間：ロードレース大会、3・4年交流会、自衛隊音楽隊演奏会
- 12月 - 学力向上月間：終業式（冬休み）

3学期
- 1月 - 読書向上月間：始業式
- 2月 - 学力向上月間：未就学児一日入学、学級懇談会、6年生を送る会
- 3月 - 学年のまとめ月間：修了式、卒業式（春休み）

## 施設概要
主な施設を掲載。
- 校舎（2,005 m2[1]） - 鉄筋コンクリート造3階建て

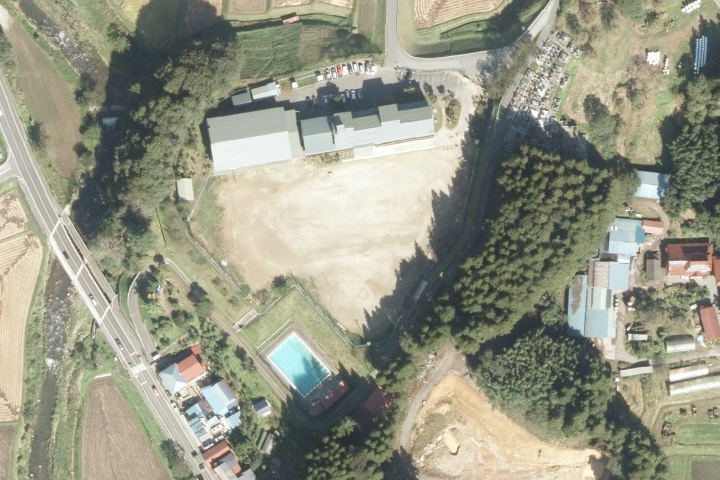
空中写真（2013年10月）

- 体育館（800 m2[1]）
- 校庭（8,037 m2[1]）
- プール

## 児童・学級数

### 統合直前（2008年度）の各校の児童・学級数
| 学校名                                                | 児童数   | 学級数  | 出典  |
| ----------------------------------------------------- | -------- | ------- | ----- |
| 折壁小学校                                            | 108（3） | 7（1）  | [ 3 ] |
| 浜横沢小学校                                          | 43       | 5       | [ 3 ] |
| 合計                                                  | 151（3） | 12（1） |       |
| ※児童数・学級数内の括弧は特別支援児童・学級数（内数） |          |         |       |

### 本校の児童・学級数
| 年度                                                  | 児童数   | 増減 | 学級数 | 増減 | 出典   | 備考                     |
| ----------------------------------------------------- | -------- | ---- | ------ | ---- | ------ | ------------------------ |
| 2009（平成21）年度                                    | 146（2） |      | 7（1） |      | [ 12 ] | 開校、特別支援学級設置   |
| 2010（平成22）年度                                    | 135（3） | －11 | 7（1） | 0    | [ 13 ] |                          |
| 2011（平成23）年度                                    | 142（4） | 7    | 7（1） | 0    | [ 14 ] |                          |
| 2012（平成24）年度                                    | 132（4） | －10 | 8（2） | 1    | [ 15 ] |                          |
| 2013（平成25）年度                                    | 122（7） | －10 | 9（3） | 1    | [ 15 ] |                          |
| 2014（平成26）年度                                    | 117（7） | －5  | 8（2） | －1  | [ 15 ] |                          |
| 2015（平成27）年度                                    | 109（7） | －8  | 8（2） | 0    | [ 15 ] |                          |
| 2016（平成28）年度                                    | 102（7） | －7  | 8（2） | 0    | [ 15 ] |                          |
| 2017（平成29）年度                                    | 88（4）  | －14 | 8（2） | 0    | [ 15 ] |                          |
| 2018（平成30）年度                                    | 77（3）  | －11 | 8（2） | 0    | [ 15 ] |                          |
| 2019（令和元）年度                                    | 72（5）  | －5  | 7（2） | 0    | [ 15 ] | 開校10周年、複式学級設置 |
| 2020（令和2）年度                                     | 69（3）  | －3  | 7（2） | 0    | [ 15 ] |                          |
| 2021（令和3）年度                                     | 64（3）  | －5  | 7（2） | 0    | [ 15 ] | 閉校                     |
| ※児童数・学級数内の括弧は特別支援児童・学級数（内数） |          |      |        |      |        |                          |

## 学区
- 一関市室根町（旧：東磐井郡室根村）
  - 折壁

出典：

## 進学先の中学校
- 一関市立室根中学校（室根町矢越）[16]

## アクセス
旧国道284号（気仙沼街道）沿い、折壁字中谷地の高台に位置していた。

### 鉄道
- 新月駅（JR東日本・大船渡線）から車で約4分、徒歩で約28分

### バス
- 「梅の木」バス停（岩手県交通）から徒歩で約7分

### 自動車
- 道の駅むろね（室根町折壁向山）から国道284号と市道経由で約5分

## 周辺
- 梅木城跡
- 第4区集落センター
- 浜横沢城跡